# Dun-le-Poëlier
Dun-le-Poëlier – miejscowość i gmina we Francji, w Regionie Centralnym, w departamencie Indre. Nazwa miejscowości stanowi aluzję do produkcji patelni.
Według danych na rok 1990 gminę zamieszkiwało 496 osób, a gęstość zaludnienia wynosiła 22 osoby/km² (wśród 1842 gmin Regionu Centralnego Dun-le-Poëlier plasuje się na 685. miejscu pod względem liczby ludności, natomiast pod względem powierzchni na miejscu 574.).